# Vuelo 961 de Ethiopian Airlines
El vuelo 961 de Ethiopian Airlines que hacía la ruta entre Adís Abeba (Etiopía) y Nairobi (Kenia) fue secuestrado el 23 de noviembre de 1996 por tres etíopes que querían pedir asilo político en Australia. Pero el avión no tenía suficiente combustible para llegar a Australia, por lo que el piloto estuvo dando vueltas  hasta que el avión se estrelló en el océano Índico cerca de la Islas Comoras después de quedarse sin combustible, al intentar amerizar, dejando un balance de 125 muertos de las 175 personas que viajaban en el avión.

## Avión y tripulación
La aeronave involucrada en el accidente era un Boeing 767-260ER, matrícula ET-AIZ, c/n 23916, que realizó su vuelo inaugural el 17 de septiembre de 1987. Propulsado por dos motores Pratt & Whitney JT9D-7R4E, fue entregado nuevo para Ethiopian Airlines el 22 de octubre de 1987. Excepto por un breve período entre mayo de 1991 y febrero de 1992 cuando fue alquilado a Air Tanzania, el avión pasó su vida en la flota de Ethiopian Airlines. Tenía 9 años y 2 meses cuando ocurrió el incidente.
El capitán Leul Abate de 42 años, un piloto experimentado con más de 11 500 horas totales de vuelo (incluidas 4067 horas en el Boeing 757/767 ), fue el piloto al mando. El primer oficial del vuelo fue Yonas Mekuria de 34 años. Había volado más de 6.500 horas, 3.042 de ellas en el Boeing 757/767.
Antes del accidente, Leul había experimentado dos secuestros anteriores. El primero ocurrió el 12 de abril de 1992 en el vuelo ETH574, un Boeing 727-260. Dos secuestradores con granadas de mano exigieron que los llevaran a Nairobi y luego a Canadá. Después de un enfrentamiento de cinco horas en el Aeropuerto Internacional Jomo Kenyatta, los secuestradores se rindieron. El segundo ocurrió el 17 de marzo de 1995, volando un Boeing 737-260 . Cinco secuestradores exigieron ser llevados a Libia y el avión fue desviado a El Obeid, Sudán. Allí, los secuestradores cambiaron de opinión y querían volar a Suecia. Sin embargo, las autoridades sudanesas se negaron a repostar el avión y, tras varias horas de enfrentamiento, los secuestradores se rindieron. En ambos casos, la aeronave no sufrió daños y nadie resultó herido o muerto.

## El secuestro

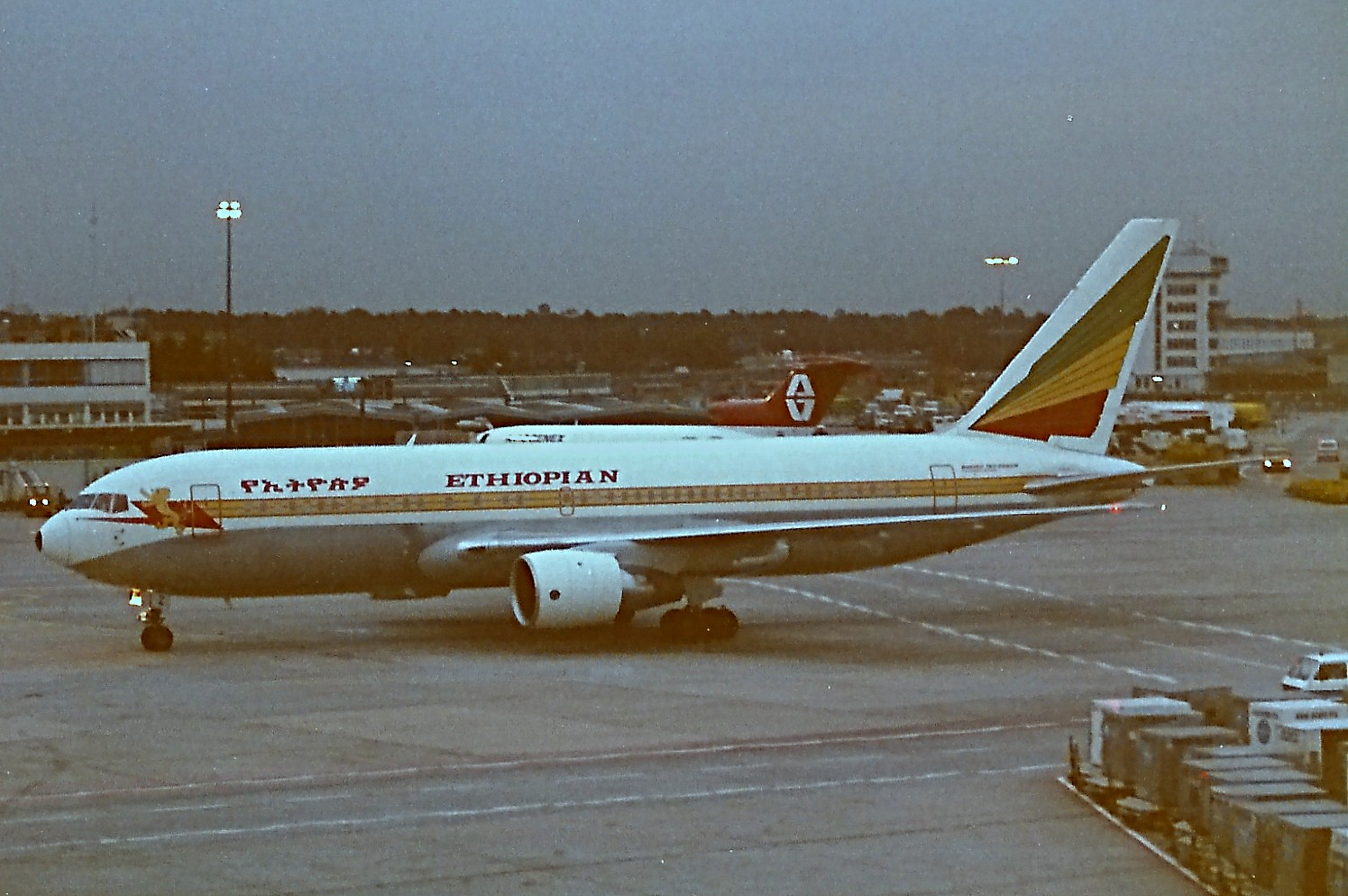
El avión involucrado en el accidente se ve aquí en el aeropuerto de Fráncfort del Meno en 1989.

Cuando el Boeing 767 entró en el espacio aéreo de Kenia, los secuestradores abordaron la cabina del piloto y secuestraron el avión. Según el informe que figura en Airdisaster.com Archivado el 25 de septiembre de 2007 en Wayback Machine., "Uno de los hombres corrió por el pasillo hacia la cabina gritando frases ininteligibles, seguido de sus dos compañeros." El informe describe a los hombres como veinteañeros, inexpertos, psicológicamente frágiles y con síntomas de estar drogados.
Los hombres amenazaron con hacer estallar una bomba, anunciando que eran opositores al gobierno etíope y que recientemente habían salido de la cárcel. Las autoridades determinaron posteriormente que la "bomba" era una botella de licor.
Los secuestradores exigieron que el avión se dirigiera hacia Australia. El piloto intentó explicarles que la nave no tenía combustible para llegar a Australia, ni siquiera para hacer un cuarto de la ruta, pero no le creyeron. El piloto decidió seguir la línea costera africana, en lugar de hacer caso a los secuestradores. Estos se dieron cuenta de que aún no habían abandonado la costa y forzaron al piloto a dirigirse hacia el este. El piloto tomó rumbo hacia las Islas Comoras, situadas entre Madagascar y el continente africano.

## El aterrizaje
Estando cerca de las islas, al avión le quedaban los últimos litros de combustible, pero los secuestradores hicieron caso omiso de las advertencias del piloto. Como última opción, el capitán comenzó a sobrevolar en círculos con la intención de aterrizar en el aeropuerto de la isla principal. Cuando la nave se quedó sin combustible, los dos motores fallaron.
Una pelea con los secuestradores motivó que el piloto perdiera contacto visual con el aeropuerto, impidiéndole que consumara su intención de intentar allí el aterrizaje planeado. La única alternativa restante fue intentar un amerizaje, el cual fue realizado a 500 metros de la costa, cerca del Hotel Galawa Playa. El ala izquierda fue la primera parte del avión que contactó con el océano, la segunda fue el motor izquierdo, que se hundió en el agua, causando la destrucción del aeroplano. Los residentes de la isla y turistas, incluyendo un grupo de médicos franceses, fueron testigos directos del accidente y acudieron inmediatamente a ayudar a los supervivientes.
Murieron 125 de los 175 pasajeros y miembros de la tripulación, así como los tres secuestradores. El capitán del vuelo Leul Abate y el copiloto Yonas Merkuria, estaban entre los supervivientes.
Debido a la falta de conocimiento y caso omiso a las instrucciones de los auxiliares de vuelo, muchos pasajeros (la mayoría en su primera vez en un avión) activaron sus chalecos salvavidas cuando el avión se encontraba en vuelo, por lo que al sumergirse, quedaron atrapados en el techo de la cabina, donde el aire se fugó lentamente, haciendo que se ahogaran.

## Nacionalidades en el avión
Las nacionalidades de los 160 pasajeros, 12 miembros de la tripulación y 3 secuestradores aéreos incluyeron 36 países diferentes.
| Nacionalidad                    | Fallecidos | Sobrevivientes | Total |
| ------------------------------- | ---------- | -------------- | ----- |
| Etiopía                         | 16         | 3              | 19    |
| Kenia                           | 8          | 6              | 14    |
| India                           | 14         | 6              | 20    |
| República del Congo             | 3          | 2              | 5     |
| Nigeria                         | 19         | 4              | 23    |
| Costa de Marfil                 | 1          | 0              | 1     |
| Austria                         | 1          | 0              | 1     |
| Bélgica                         | 1          | 0              | 1     |
| Benín                           | 2          | 0              | 2     |
| Camerún                         | 2          | 0              | 2     |
| Canadá                          | 1          | 0              | 1     |
| Chad                            | 1          | 0              | 1     |
| Yibuti                          | 0          | 2              | 2     |
| Egipto                          | 1          | 0              | 1     |
| Francia                         | 2          | 2              | 4     |
| Alemania                        | 1          | 0              | 1     |
| Hungría                         | 1          | 0              | 1     |
| Israel                          | 7          | 1              | 8     |
| Italia                          | 0          | 4              | 4     |
| Japón                           | 1          | 1              | 2     |
| Corea del Sur                   | 1          | 0              | 1     |
| Lesoto                          | 0          | 1              | 1     |
| Liberia                         | 2          | 0              | 2     |
| Mali                            | 9          | 3              | 12    |
| Pakistán                        | 1          | 0              | 1     |
| Sierra Leona                    | 1          | 0              | 1     |
| Somalia                         | 1          | 0              | 1     |
| Sri Lanka                       | 9          | 0              | 9     |
| Suecia                          | 2          | 0              | 2     |
| Suiza                           | 1          | 0              | 1     |
| Uganda                          | 0          | 1              | 1     |
| Ucrania                         | 1          | 3              | 4     |
| Reino Unido                     | 5          | 2              | 7     |
| Estados Unidos                  | 2          | 3              | 5     |
| Yemen                           | 1          | 0              | 1     |
| República Democrática del Congo | 1          | 0              | 1     |
| Total                           | 119        | 44             | 163   |

## Consecuencias
Este es quizás uno de los secuestros aéreos más famosos de la historia, ya que una pareja de turistas grabó el accidente con su cámara de vídeo. Estas imágenes posteriormente se convertirían en una importante herramienta de estudio de accidentes aéreos.
Este ha sido uno de los pocos amerizajes de grandes aviones. El capitán y el copiloto recibieron premios de aviación y ambos continúan volando en las Aerolíneas Etíopes.

## Filmografía
Este accidente fue presentado en el programa de televisión canadiense Mayday: catástrofes aéreas, en el episodio «Aterrizaje en el mar».

## Galería

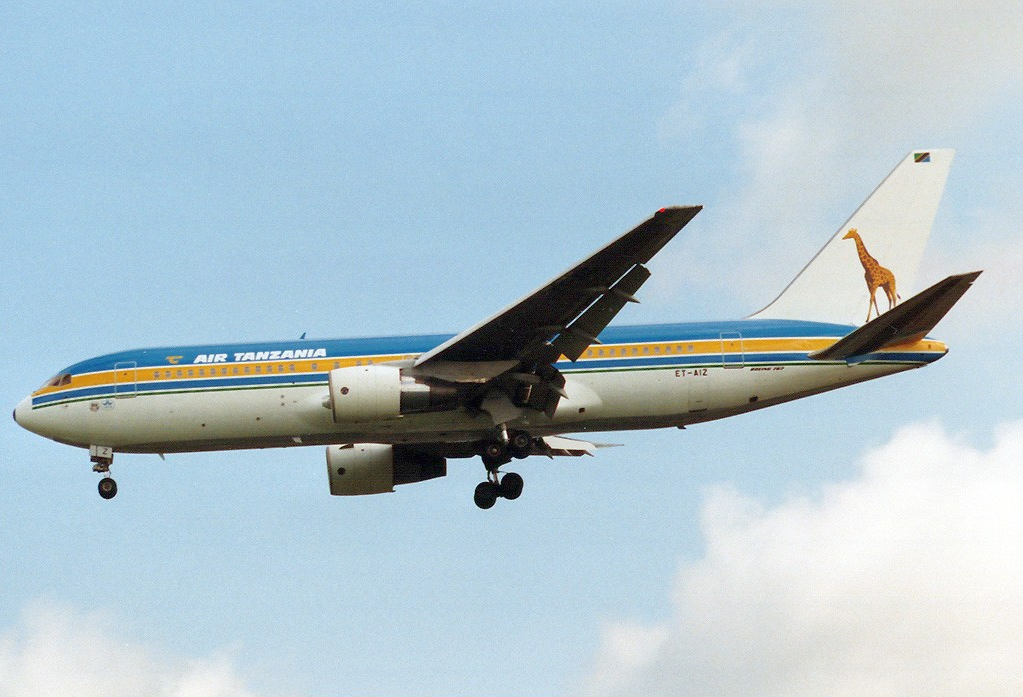
El avion involucrado en el accidente en julio de 1991, mientras era operado por Air Tanzania.
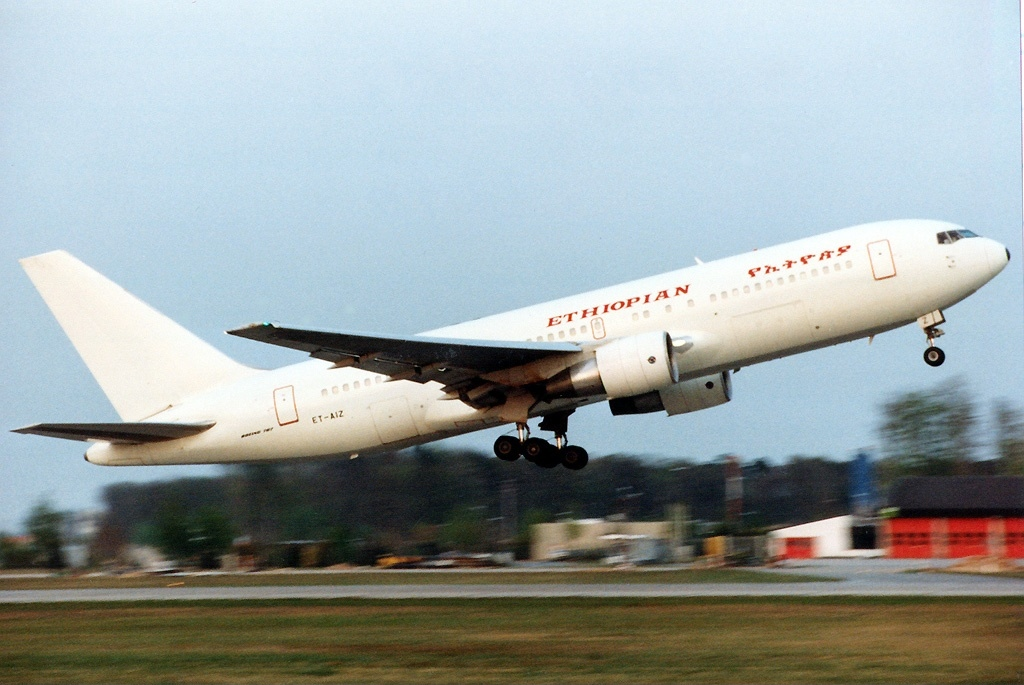
El avión involucrado en el accidente se ve aquí en el Aeropuerto de Fráncfort del Meno en 1993.
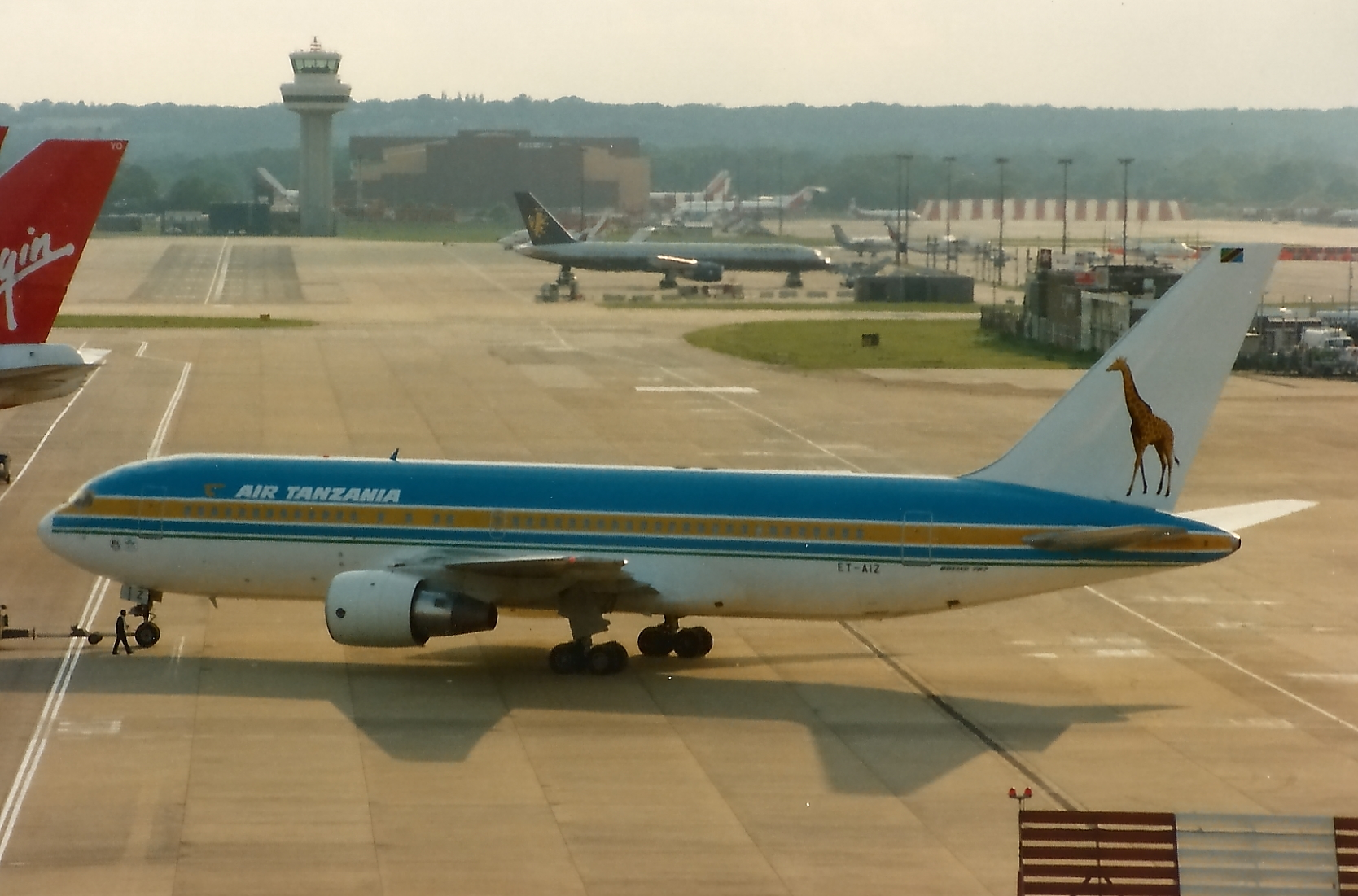
El avion involucrado en el accidente.
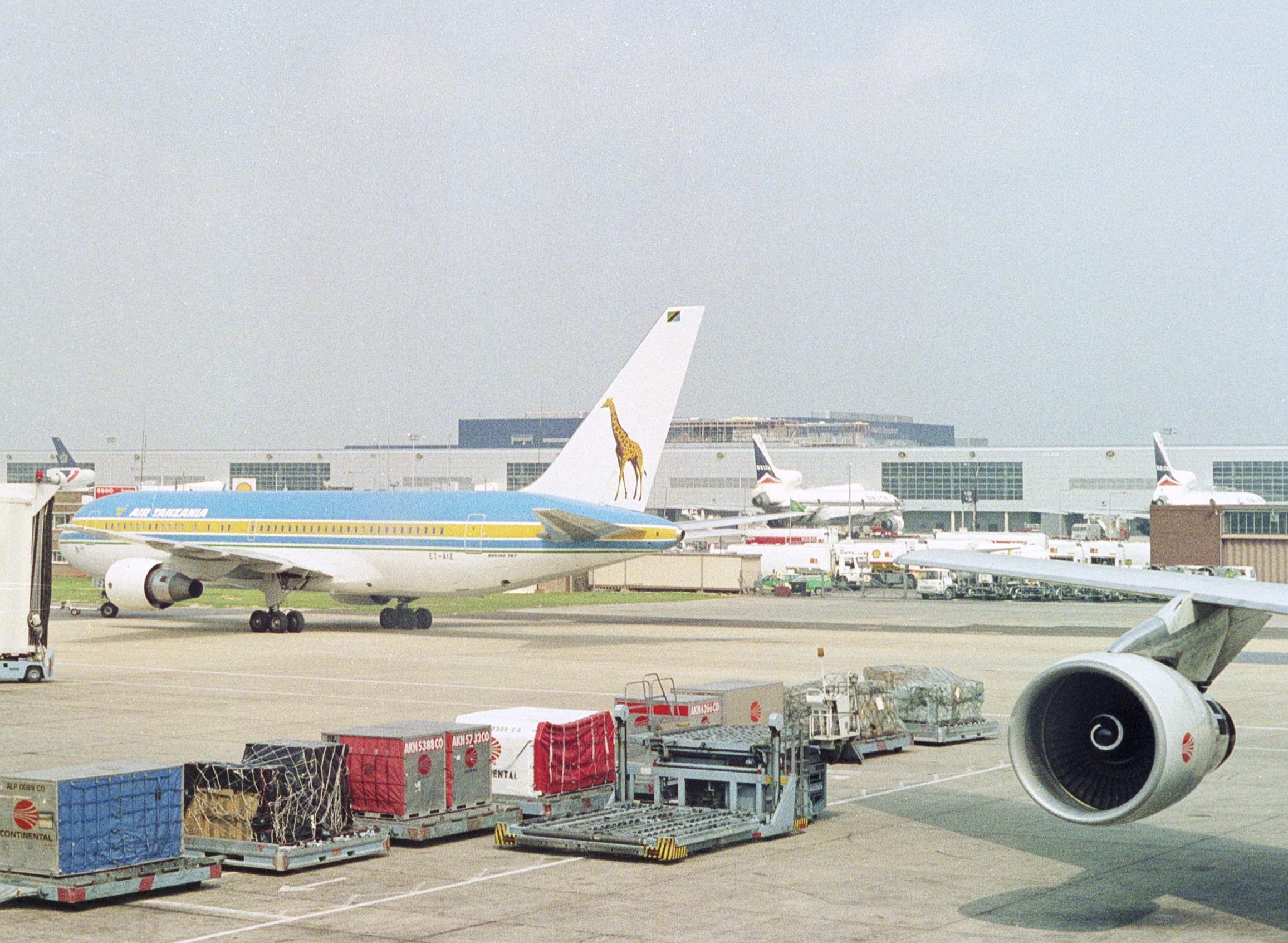
El avion involucrado en el accidente en el Aeropuerto de Londres-Gatwick, Londres, Inglaterra, Reino Unido, fotografiado el 27 de julio de 1991, cuando operaba con Air Tanzania.